# Иодид полония(IV)
Иодид полония(IV) — бинарное неорганическое соединение, соль металла полония и иодистоводородной кислоты с формулой PoI4, летучие чёрные кристаллы.

## Получение
- Действие паров иода на металлический полоний:

{\displaystyle {\mathsf {Po+2I_{2}\ {\xrightarrow {40^{o}C}}\ PoI_{4}}}}
- Растворение оксида полония(IV) в иодистоводородной кислоте:

{\displaystyle {\mathsf {PoO_{2}+4HI\ {\xrightarrow {}}\ PoI_{4}+2H_{2}O}}}

## Физические свойства
Иодид полония(IV) образует чёрные кристаллы.

## Химические свойства
- Реагирует с соляной кислотой с образованием гексаиодополониевой кислоты:

{\displaystyle {\mathsf {PoI_{4}+2HI\ {\xrightarrow {}}\ H_{2}[PoI_{6}]}}}